# Capital public
Le capital public est l’appellation donnée à la détention de moyens de production de biens et d'offre de services par l'État (capital d'État) ou une autre collectivité publique. 
Autrement dit, cette notion, en l'élargissant un peu, s'applique au patrimoine d'actifs physiques ou financiers gérés directement par, ou sous une forte tutelle de, l'appareil politico-administratif d'un territoire. 

## Formation
Ces moyens peuvent être réunis par :
- la création et développement d'activités économiques dans lesquelles la collectivité investit,
- le réinvestissement de leurs produits,
- la nationalisation d'activités et possessions précédemment privées.

## Interprétations
Cette notion, essentiellement économique, a donné naissance à diverses interprétations concernant les modes de gouvernance qui y sont liés et ses divers types de fonctionnement dans la pratique. Elles sont réunies sous l'appellation générale de capitalisme d'État ou capitalisme public.